# Provincia de Dalecarlia
La provincia de Dalecarlia (en sueco: Dalarnas län) es una de las 21 provincias en que se divide Suecia. Situado en el centro del país —al noroeste de Sueonia, es una de las tres grandes regiones. La provincia de Dalecarlia limita con la provincia de Jämtland, la provincia de Gävleborg, la provincia de Vestmania, la provincia de Örebro, la provincia de Vermelandia, así como con la provincia de Hedmark, de Noruega. Coincide casi en su totalidad con la provincia histórica de Dalecarlia.

## Historia
La división administrativa era muy indeterminada en épocas anteriores. Dalecarlia solía estar bajo el encargado del castillo de Västerås, y a menudo tenía su propio alguacil. Los Bergslagerna también tenían un estatus especial en este sentido, con alguaciles de montaña, que, sin embargo, estaban subordinados al alguacil de Dalecarlia. Gustav Vasa dividió Dalecarlia (Condado de Tuna) en 1533 en dos bailios. Esta división se suavizó posteriormente. En particular, bajo la tutela de Gustavo II Adolfo y Kristina, se intentó establecer un condado especial de montaña, que incluyera las cordilleras de Dalecarlia y Vestmania.
Sin embargo, la forma de gobierno de 1634 había estipulado que "Dalecarlia y Kopparbergslagen" constituirían un condado separado. Inicialmente, no incluía todo el condado actual, que fue establecido por una carta real en 1647.

## Economía
En el sur del condado, gran parte de la economía ha estado históricamente vinculada a Bergslagen y a la industria molinera. Esto ha contribuido a la construcción de muchas fincas y mansiones. Véase también Lista de castillos y casas solariegas de Dalecarlia. En la mitad norte del paisaje faltaba esta conexión, y la gente vivía principalmente como pequeños agricultores.
La silvicultura y la metalurgia han seguido desempeñando un papel importante en el paisaje hasta los tiempos modernos. Además, las industrias de servicios han crecido en importancia, al igual que el turismo. Esta última está vinculada principalmente a la región de Siljan y a las zonas montañosas del oeste (Sälen e Idre).

## Municipios
- Avesta
- Älvdalen
- Borlänge
- Falun
- Gagnef
- Hedemora
- Leksand
- Ludvika
- Malung
- Mora
- Orsa
- Rättvik
- Smedjebacken
- Säter
- Vansbro

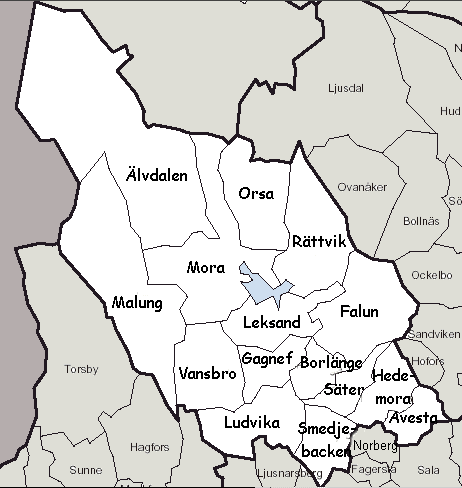
Municipios en Dalecarlia

Contiene varios exclaves municipales debido a la trashumancia tradicional.

## Cultura

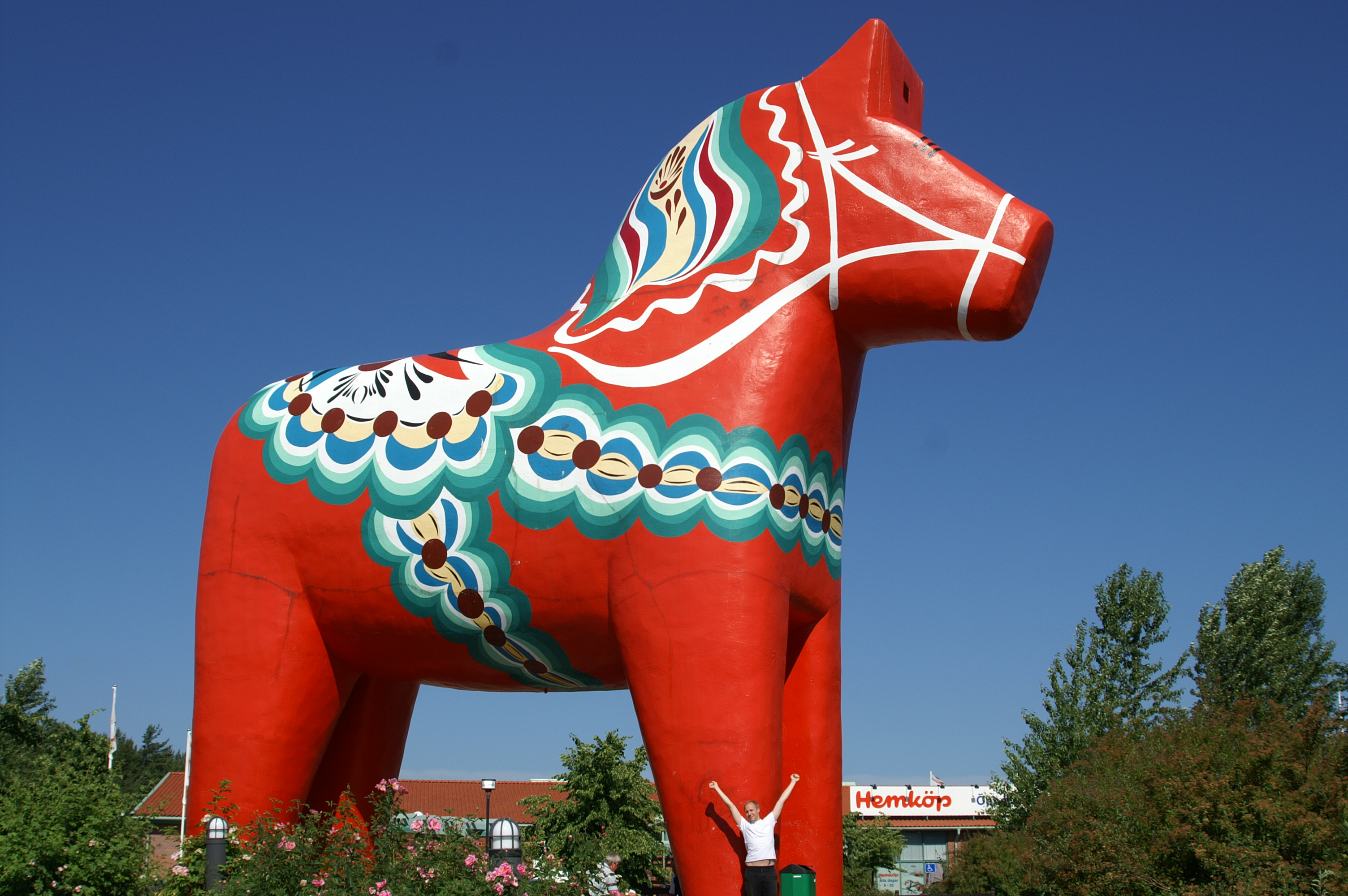
Estatua gigante del caballo típico en el centro de Avesta.

La provincia destaca por haber sido el último lugar donde se usó el alfabeto rúnico, para escribir el idioma local el dalecarliano o elfdaliano, para lo cual usaban una forma propia de runas denominadas runas dalecarlianas, costumbre que sobrevivió hasta el siglo XIX.
El símbolo de la provincia es el caballo de Dalecarlia (en sueco Dalahäst) que consiste en tallas de madera vistosamente pintados y decorados. 
El área minera de Koppargruva (Montaña de cobre) en Falun, que dio nombre a toda la provincia hasta 1997, ha sido declarada por la UNESCO Patrimonio de la Humanidad.

## Curiosidades

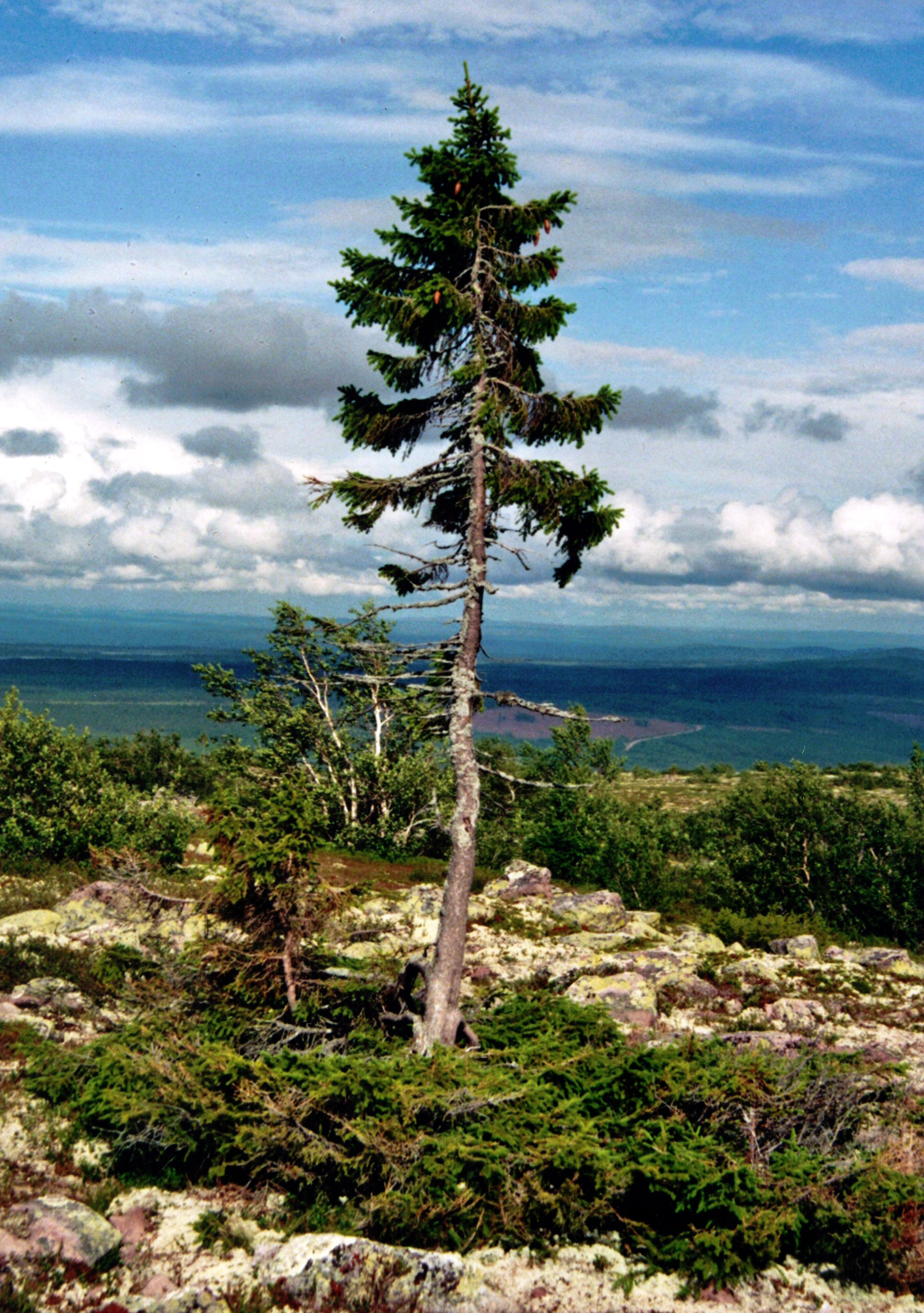
El Old Tjikko, el árbol más antiguo del mundo.

Además, en 2008 se halló aquí el Árbol más antiguo del mundo, una conífera (un abeto rojo) que tiene más de cuatro generaciones. El árbol soportó durante más de 9.565 años y ahora es el monumento natural más importante de la provincia. Es el árbol vivo más antiguo registrado hasta ahora en todo el mundo.[cita requerida]